# Oahu-akepa
De Oahu-akepa (Loxops wolstenholmei) is een zangvogel uit de familie Fringillidae (vinkachtigen). De vogel werd in 1893 door Lionel Walter Rothschild geldig beschreven. Het is een uitgestorven vogelsoort uit het geslacht Loxops die voorkwam in Hawaï. 

## Verspreiding en leefgebied
Deze soort was endemisch op het Hawaiiaanse eiland Oahu. De laatste bevestigde waarnemingen dateren uit 1930. De vogel stierf uit door habitatverlies en door ziekten die door uitheemse, geïmporteerde diersoorten werden verspreid. De soort werd ook wel beschouwd als een ondersoort van de hawaii-akepa (Loxops coccineus).